# Унгень (комуна, Ясси)
Унгень, Унгені (рум. Ungheni) — комуна у повіті Ясси в Румунії. До складу комуни входять такі села (дані про населення за 2002 рік):
- Босія (1771 особа) — адміністративний центр комуни
- Коада-Стинчій (604 особи)
- Минзетешть (933 особи)
- Унгень (681 особа)

Комуна розташована на відстані 335 км на північ від Бухареста, 14 км на північний схід від Ясс.

## Населення
За даними перепису населення 2002 року у комуні проживали 3989 осіб, усі — румуни. Усі жителі комуни рідною мовою назвали румунську.
Склад населення комуни за віросповіданням:
| Релігія       | Кількість осіб | Відсоток |
| ------------- | -------------- | -------- |
| православні   | 3976           | 99,7%    |
| римо-католики | 5              | 0,1%     |
| баптисти      | 4              | 0,1%     |
| адвентисти    | 2              | 0,1%     |
| п'ятдесятники | 1              | < 0,1%   |
| бретрени      | 1              | < 0,1%   |

## Зовнішні посилання
- Дані про комуну Унгень на сайті Ghidul Primăriilor